# Sphagnum putillum
Sphagnum putillum là một loài rêu trong họ Sphagnaceae. Loài này được Drozhastchich & Purtova mô tả khoa học đầu tiên năm 1961.
Danh pháp khoa học của loài này chưa được làm sáng tỏ. 